# 北安普頓縣 (北卡羅萊納州)
北安普頓縣（英語：Northampton County）是美國北卡羅萊納州東北部的一個縣，该县以北是維吉尼亞州。面積1,426平方公里。根據美國2000年人口普查估計，共有人口22,086人。縣治傑克遜 (Jackson)。
1741年設縣。縣名紀念第五化北安普頓伯爵詹姆斯·康普頓 (James Compton, 5th Marquess of Northampton)。